# Albatros Al 102
O Albatros L102 (designação da companhia), mais tarde conhecido como Albatros Al 102 (designação do RLM) foi uma aeronave de treino na Alemanha durante os anos 30. Tinha asas em parasol e era de design convencional; o instrutor e o aluno sentavam-se em lugares separados, em cabines abertas. Uma versão hidroavião também foi construída, tendo sido designada como Al 102W.